# Штанное
Штанное — упраздненная в 2023 году деревня в Троицком районе Челябинской области. Входила в состав Белозерского сельского поселения.

## Топоним
Ойконим связан с гелонимом башкирского происхождения Штанное, являющее адаптацией башкирского штан/шлан со значением «мох». Созвучные названия в Башкирии: болото Штаны, озеро Штанкуль.
Н. И. Шувалов имя объяснил по конфигурации водоёма; очертания у водоёмомов резко меняются от водности; против версии и гидроним Штанкуль.

## География
Расположена в северо-восточной части района, на берегу озера Штанное. В окрестностях множество небольших озёр, болот, колков.
Улица одна — Центральная.
Рельеф — полуравнина (Зауральский пенеплен); ближайшие выс.— 199 и 207 м. Ландшафт — лесостепь.

## История
Деревня выросла на месте заимки, построенной в XIX веке (в источниках упоминается с 1874) в черте Ключевской ст-цы 3-го воен. отдела ОКВ (Троицкий уезд Оренбургской губернии).
В 1900 на заимке насчитывалось 14 дворов. По данным переписи, в 1926 относилось к Белозерскому сельсовету Каракульского района (Троицкий округ Уральской области), состояло из 16 дворов.
В 1930 организован колхоз им. Свердлова (ему принадлежало 4723,56 га земельных угодий).
В 1950 в его состав вошел колхоз им. Кагановича (земельная дача увеличилась до 5086 га).
В конце 1950-х гг. на территории Штанное разместилась бригада 2-го отделения «Песчаной птицефабрики».
Упразднена постановлением Законодательного Собрания Челябинской области №1808 от 24 августа 2023 года.

## Население
| 2002 | 2010 |
| ---- | ---- |
| 1    | ↘0   |

### Историческая численность населения
в 1900 — 94, в 1926 — 85, в 1956—269, в 1959—288, в 1970—204, в 1983 — 51, в 1995 — 1.

## Инфраструктура
Основа экономики — сельское хозяйство .

## Транспорт
Деревня связано грунтовыми дорогами с соседними населенными пунктами. Расстояние до районного центра (Троицк) 52 км, до центра сельского поселения (с. Белозеры) — 15 км.